# 九条ねぎ (コスプレイヤー)
九条 ねぎ（くじょう ねぎ、1993年5月18日 - ）は、日本のコスプレイヤー、グラビアアイドル。

## 経歴
1995年5月18日、東京都に生まれる。小学校4年生の時点で現在と同じくらい身長があった。
高等学校在学中、友人の母が経営するウエディングドレスの会社のモデルを務める。モデルとしてのキャリア開始であるが、その時は芸能界に入りたいとはあまり思っていなかった。
高等学校卒業後すぐには就職せず、しばらく引きこもりとして過ごす。身長が高いことに対するコンプレックスが強すぎ、自分の容姿で外を歩きたくないと思っていた。その後「最初に辛いことを経験したら何でもできるかな」と考え、ブラック企業をあえて選んで就職。個人および法人を対象とする営業の業務に従事する。口はうまくないが、それを補うためにたくさん勉強し、契約も取れていたので10代にして店舗の責任者にもなった。
2015年の夏コミ（C88）でコスプレイヤーとしての活動を開始。2016年、「ワンダーフェスティバル2016［冬］」で『艦これ』の「霧島」のコスプレをしたところ、バズる。
ブラック企業を退職後、事務所に入ってメイド喫茶で週5日バイトをしながらモデル活動を行う。「九条ねぎ」はこの頃メイド喫茶で使用していた源氏名である。命名の由来については「特に意味がなく、ちょっと変な名前にしたほうが覚えてもらえるかなって思って」と述べている。
2018年8月、期間限定営業の「週プレ酒場」内の「週プレ酒BAR」で「日替わりママ」を務める。
2020年9月、『週刊ポスト』と『NEWSポストセブン』がコラボで実施した「美尻グラドル総選挙2020」で第2位入賞。
現在も170cm以上といわれる長身と巨乳、細身の肢体とはアンバランスな100cmという巨尻をチャームポイントとして活躍している。
2023年から海外での活動を本格化している。

## 人物
- 本人によると「酒クズ」。成人式のあと中学校の同窓会に行ったところ、朝起きたら公園にいたこともある[3]。
- バニーガールの衣装には強いこだわりがあり、SNSにも多くの写真を発表している。本人によると「数あるコスチュームの中で女性の曲線美を一番きれいに見せられるもの」である[2]。
- 目標にしているモデルはアナスタシア・クビトコとデミ・ローズ[10]。
- 趣味はアニメ、ゲーム、ジム。特技は習字、バランスボール[1]。

## 作品

### イメージビデオ
- Negitan（2016年8月26日、スパイスビジュアル）[11]
- GREEN ONION（2017年8月25日、エアーコントロール）[12]
- 桃ねぎ（2019年9月27日、グラッソ）[13]

### デジタル写真集
- 競これ ―競泳水着これくしょん― 九条ねぎvol.01（2019年8月7日、デジタル出版）
- 競これ ―競泳水着これくしょん― 九条ねぎvol.02（2019年8月7日、デジタル出版）